# Double Rainbow
«Double Rainbow» (рус. Двойная радуга) — песня, записанная американской певицей Кэти Перри для её четвёртого студийного альбома Prism (2013). Композиция написана Перри при участии австралийской исполнительницы Сии и продюсера Грега Керстина. Песня повествует о «магическом моменте» в человеке, которого встречаешь лишь раз в жизни.
Сразу после выхода альбома музыкальные критики разделились во мнении относительно «Double Rainbow». Некоторые выразили неоднозначное мнение к песне из-за медленного темпа и самого факта, что композиция попала в трек-лист «Prism».

## Отзывы критиков
«Double Rainbow» получила прохладные отзывы критиков, которые разочаровались в замедленном темпе и чрезмерной серьёзности, а другие находили нелепым факт присутствия песни в трек-листе альбома. Мара Эйкин из The A.V. Club посчитала песню «тусклой», а лирику — «слащавой». Редактор HitFix Мелинда Ньюман охарактеризовала вокал Перри, как «парящий».